# Barnett Slepian
Barnett Slepian (* 21. Oktober 1946; † 23. Oktober 1998 in Amherst, New York) war ein US-amerikanischer Gynäkologe, der 1998 vom militanten Abtreibungsgegner James Charles Kopp ermordet wurde.
Slepian arbeitete als Gynäkologe am Krankenhaus Buffalo GYN Womenservices, Inc. in Buffalo, wo er auch Abtreibungen durchführte. Er hatte ebenfalls eine private Praxis in Amherst. Slepian hatte für die Abtreibungsgegner durchaus Verständnis. Zu dem Thema soll er gesagt haben: „Abtreibung ist unzweifelhaft das Töten eines potenziellen Lebens. Es ist nicht schön. Es ist nicht leicht. Und in einer perfekten Welt wäre es nicht nötig.“
Am 23. Oktober 1998 war Slepian aus der Synagoge zurückgekehrt, wo er an einem Gedenkgottesdienst für seinen Vater teilgenommen hatte. Er befand sich mit seiner Frau und seinen vier Kindern in seiner Küche, als der katholische Abtreibungsgegner James Charles Kopp mit einem Jagdgewehr durch das Fenster auf ihn schoss. Die Kugel verfehlte dabei nur knapp den Kopf seines Sohnes. Barnett Slepian starb zwei Stunden später.
In den folgenden Tagen fanden in Buffalo und Rochester Demonstrationen von Abtreibungsgegnern vor Arztpraxen und Kliniken statt.
James Charles Kopp floh nach Frankreich, wo er festgenommen und an die USA ausgeliefert wurde. Er wurde wegen Mordes in Buffalo zu einer Strafe von 25 Jahren bis lebenslang verurteilt.
Kopp hatte seine Flucht mithilfe gefälschter Pässe über Mexiko und Irland nach Frankreich schaffen können. Die Ermittlungsbehörden vermuteten Unterstützer, insbesondere aus dem Umfeld der katholischen Anti-Abtreibungsgruppe „The Lambs of Christ“ (dt.: Die Lämmer Christi).
Der Mord war Teil einer Anschlagswelle von militanten christlichen Abtreibungsgegnern, die in den USA sieben Menschen das Leben kostete.
Ani DiFrancos  Song Hello Birmingham vom Album To The Teeth bezieht sich auf den Mordanschlag.